# Sermaise (Essonne)
Pour les articles homonymes, voir Sermaise.
Sermaise (prononcé [sɛʁmɛz] ) est une commune française située dans le département de l'Essonne en région Île-de-France.
Ses habitants sont appelés les Sarmates.

## Géographie

### Description

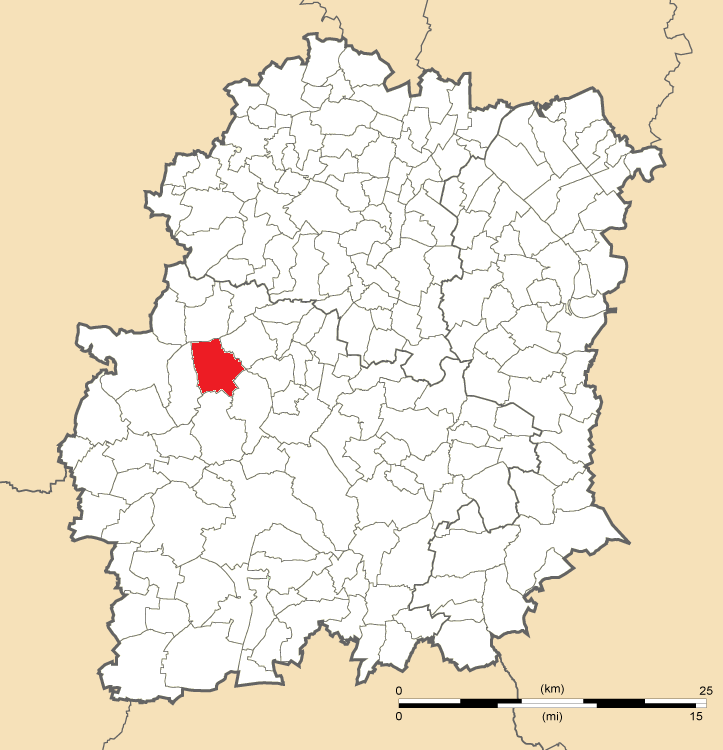
Position de Sermaise en Essonne.

Sermaise est située à quarante-et-un kilomètres au sud-ouest de Paris-Notre-Dame, point zéro des routes de France, vingt-neuf kilomètres au sud-ouest d'Évry, treize kilomètres au nord-ouest d'Étampes, cinq kilomètres à l'est de Dourdan, quatorze kilomètres au sud-ouest d'Arpajon, vingt-et-un kilomètres au nord-ouest de La Ferté-Alais, vingt-trois kilomètres au sud-ouest de Palaiseau, trente kilomètres au sud-ouest de Corbeil-Essonnes, trente-deux kilomètres au nord-ouest de Milly-la-Forêt.
La commune dispose sur son territoire de la gare de Sermaise desservie par la ligne C du RER d'Île-de-France.
Le  sentier de grande randonnée 1 traverse le territoire de la commune.

### Communes limitrophes
|           | Le Val-Saint-Germain | Saint-Chéron    |
| Roinville | Sermaise             | Souzy-la-Briche |
|           | Boissy-le-Sec        | Villeconin      |

### Hydrographie
La commune est traversée par la rivière l'Orge,  affluent de la Seine.
Une station de mesure hydrométrique était implantée dans la commune.

### Lieux-dits, écarts et quartiers
La commune compte plusieurs hameaux : Bellanger, Blancheface, La Charpenterie, Le Bourg, Le Mesnil, Mondétour et Montflix.

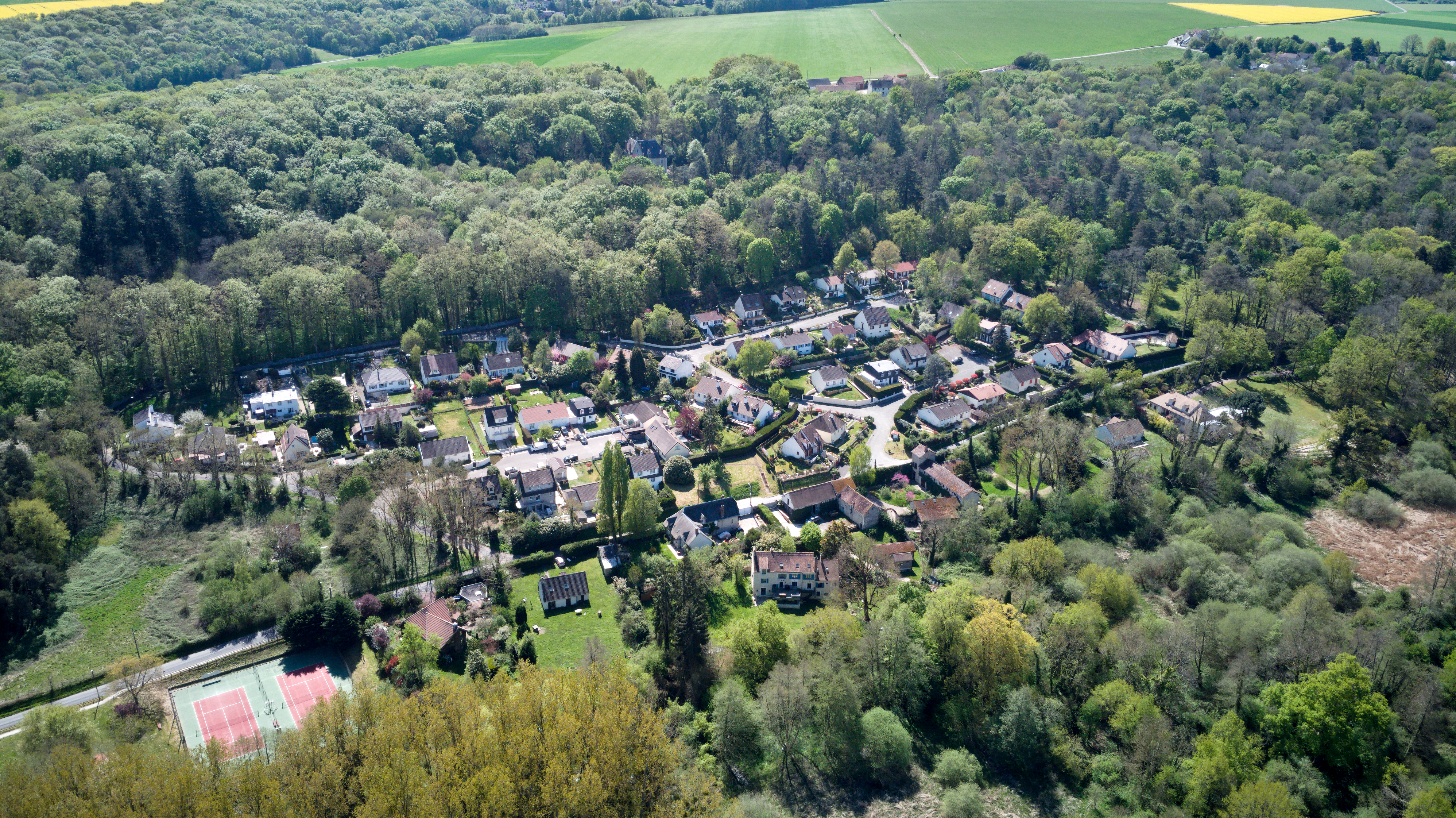
Hameau de Bellanger
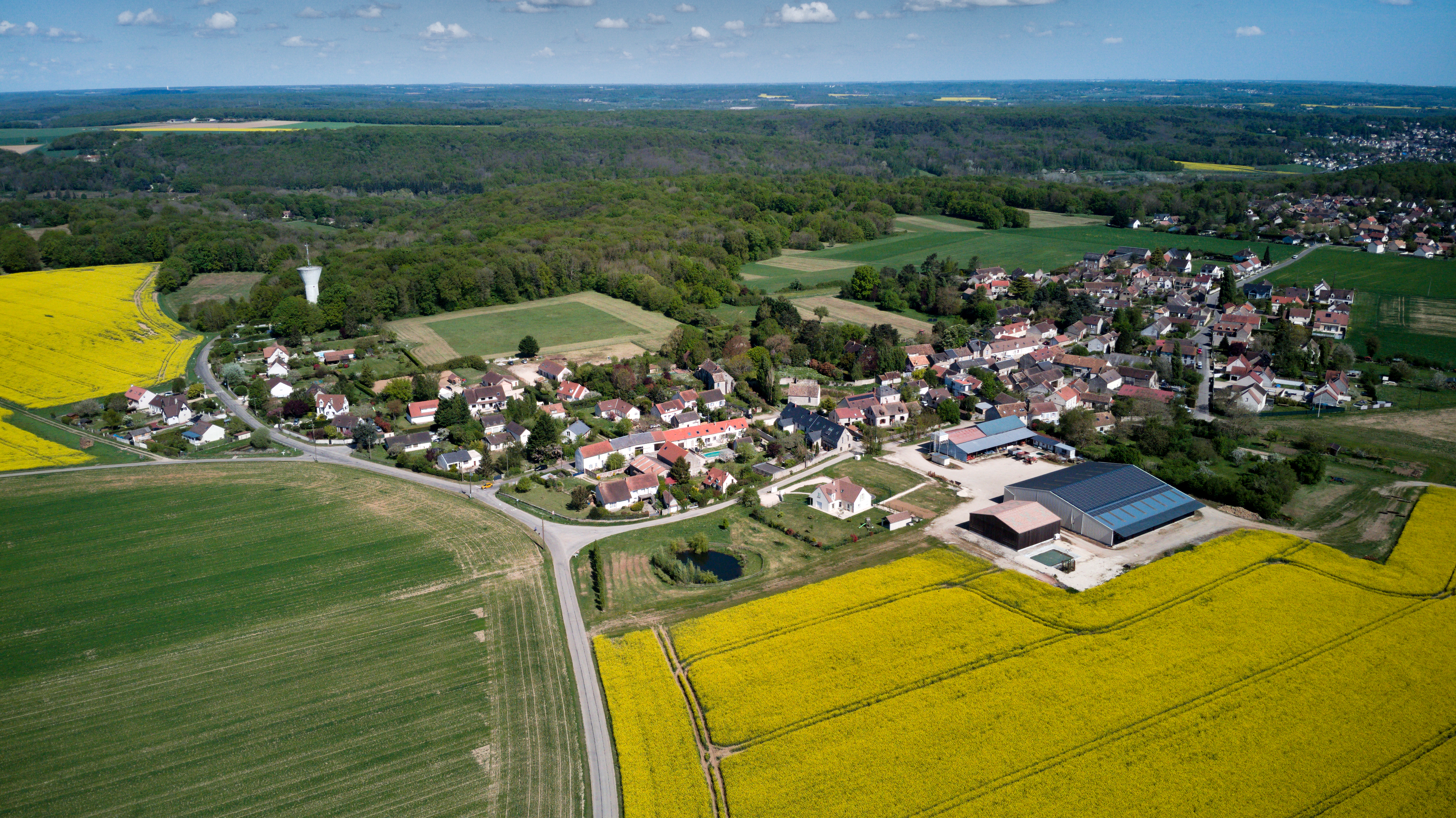
Hameau de Blancheface
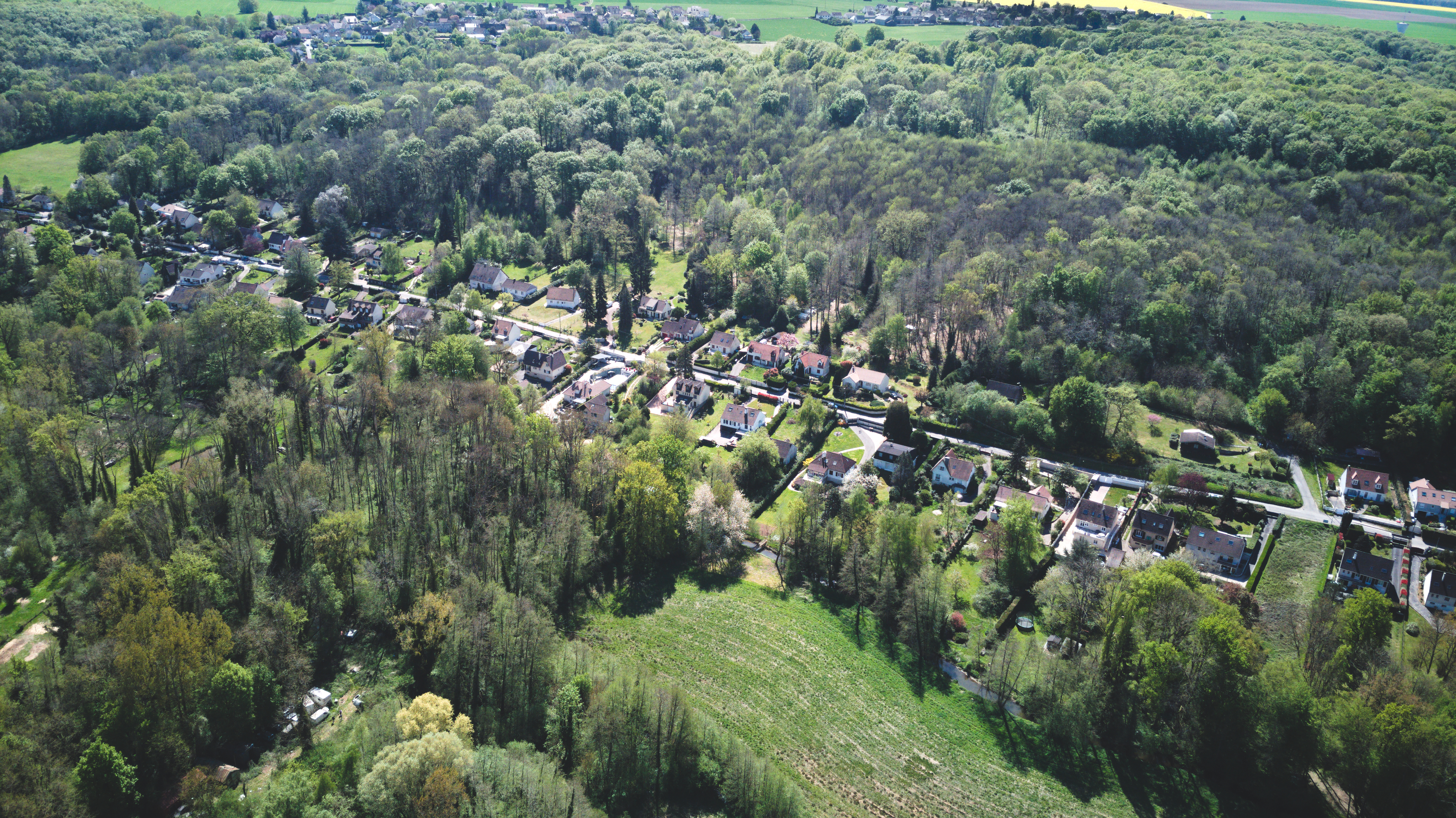
Hameau de La Charpenterie
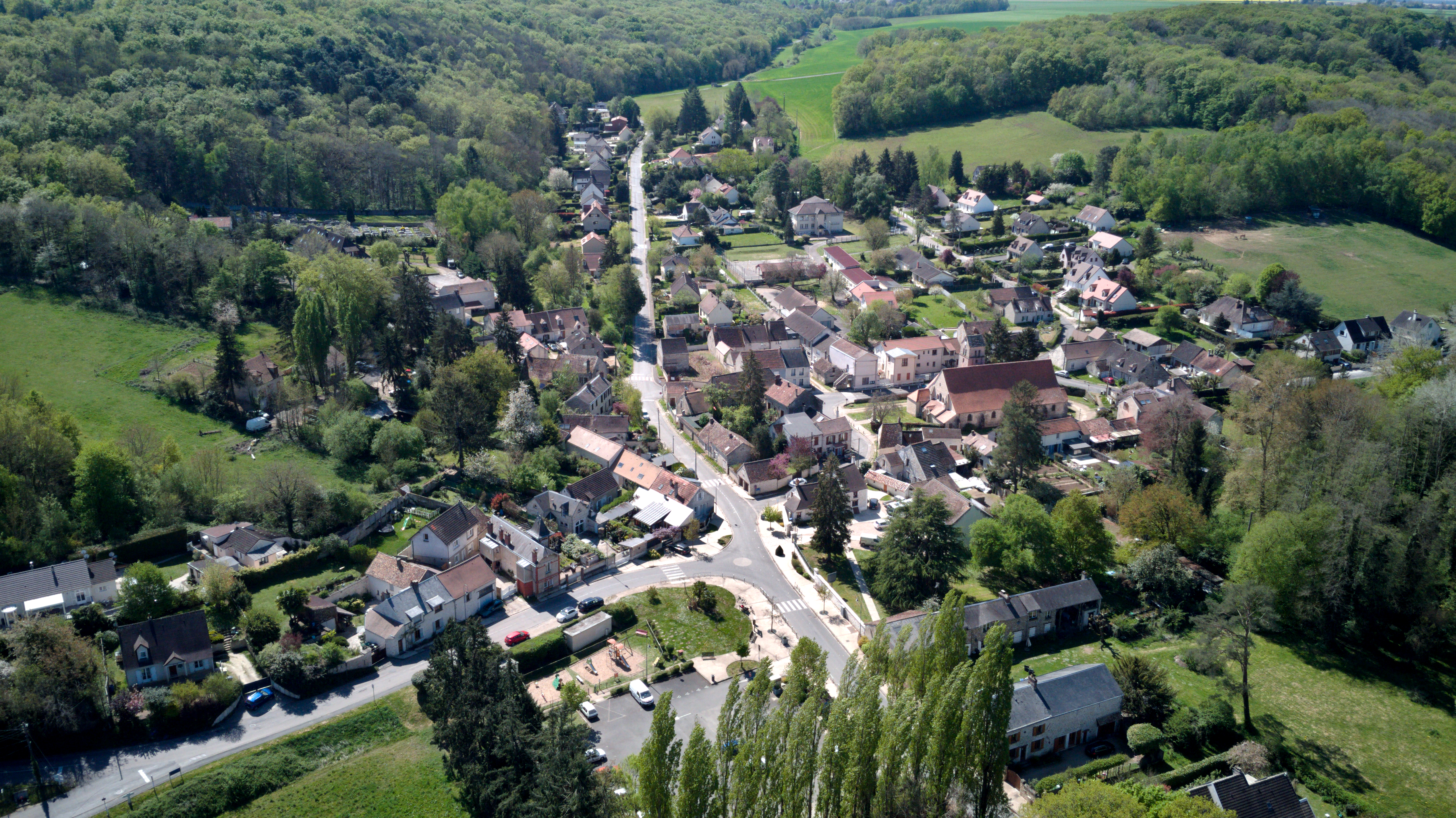
Le Bourg de Sermaise
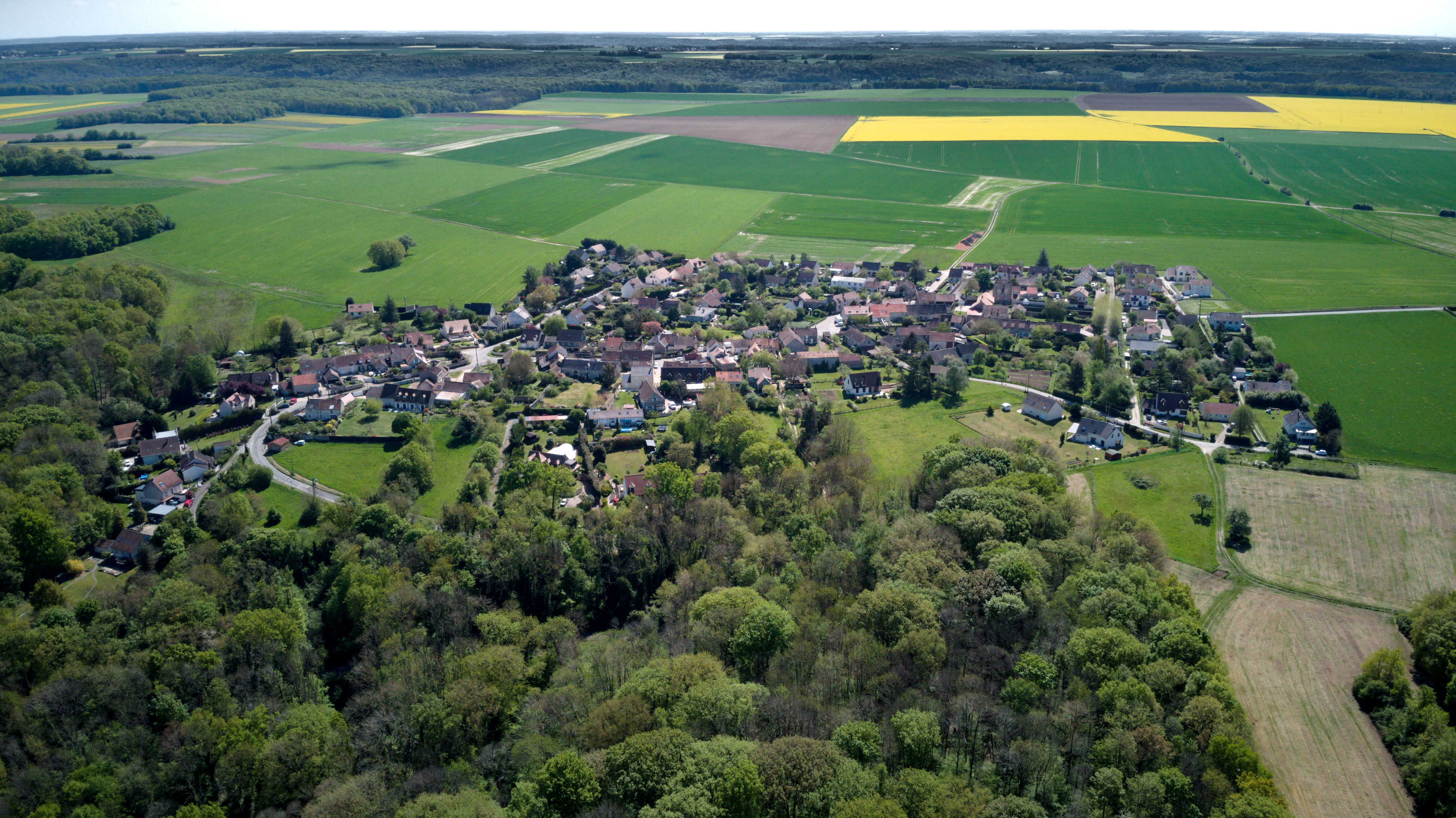
Hameau du Mesnil
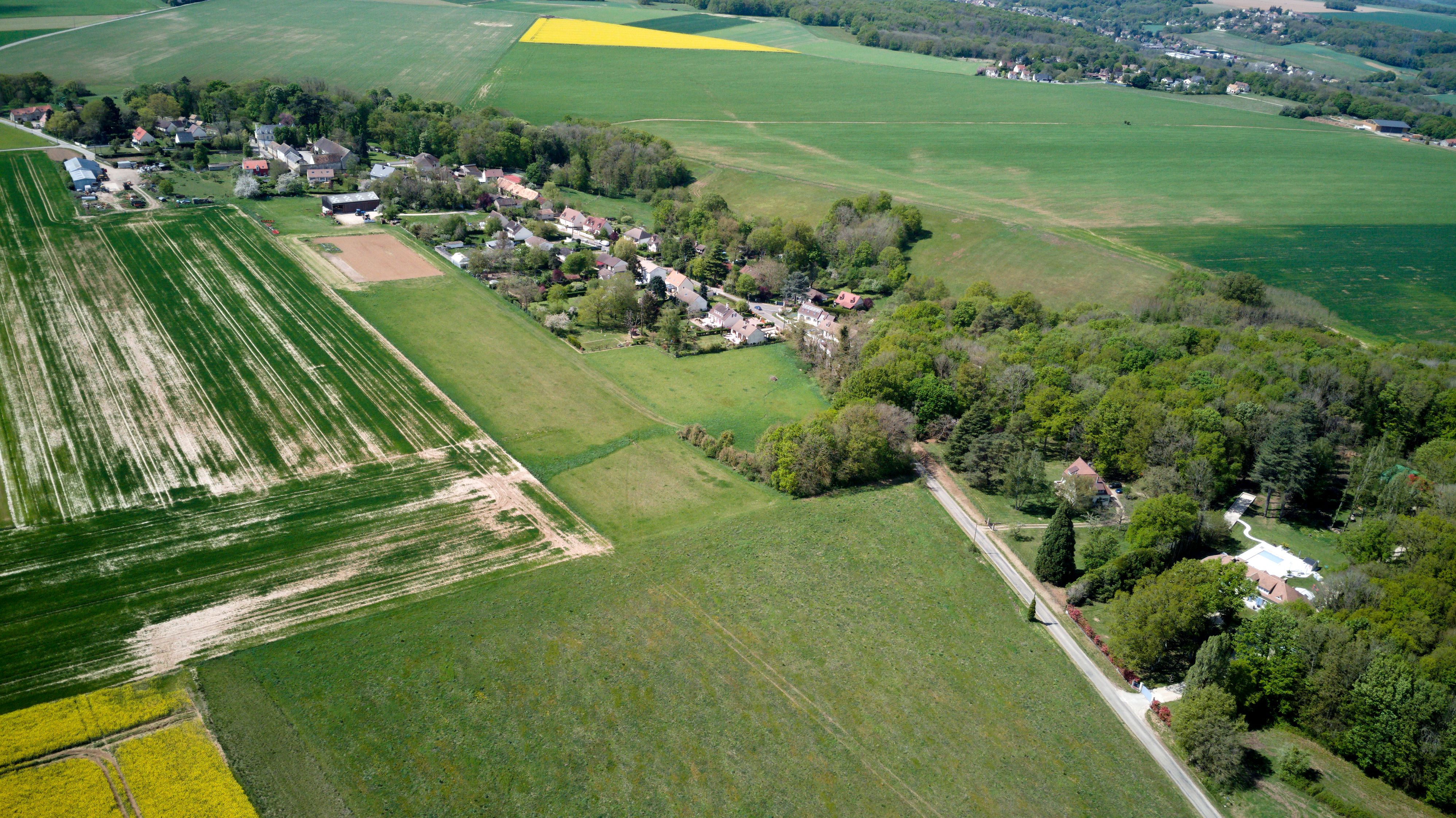
Hameau de Mondétour
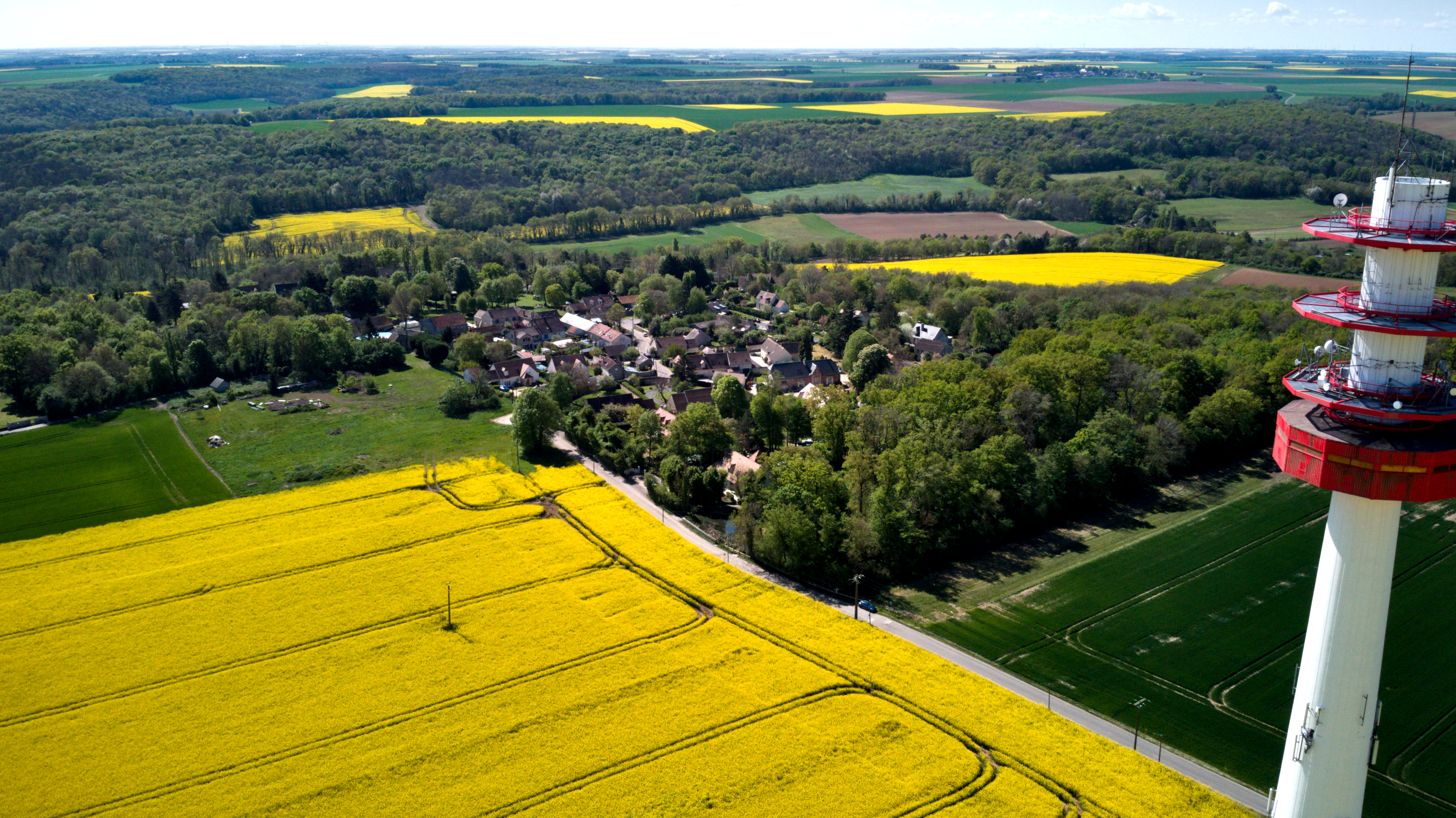
Hameau de Montflix

La commune compte plusieurs lieux-dits : Butte des Locandries, La Bretonnière, La Bruyère, La Cartellerie, La Mercerie, La Rachée, Le Tertre, Villeneuve.

### Climat
Pour des articles plus généraux, voir Climat de l'Île-de-France et Climat de l'Essonne.
En 2010, le climat de la commune est de type climat océanique dégradé des plaines du Centre et du Nord, selon une étude du CNRS s'appuyant sur une série de données couvrant la période 1971-2000. En 2020, Météo-France publie une typologie des climats de la France métropolitaine dans laquelle la commune est exposée à un climat océanique altéré et est dans la région climatique Sud-ouest du bassin Parisien, caractérisée par une faible pluviométrie, notamment au printemps (120 à 150 mm) et un hiver froid (3,5 °C).
Pour la période 1971-2000, la température annuelle moyenne est de 11,1 °C, avec une amplitude thermique annuelle de 15,1 °C. Le cumul annuel moyen de précipitations est de 670 mm, avec 10,8 jours de précipitations en janvier et 8,1 jours en juillet. Pour la période 1991-2020, la température moyenne annuelle observée sur la station météorologique la plus proche, située sur la commune de Dourdan à 5 km à vol d'oiseau, est de 11,4 °C et le cumul annuel moyen de précipitations est de 654,2 mm,. Pour l'avenir, les paramètres climatiques de la commune estimés pour 2050 selon différents scénarios d'émission de gaz à effet de serre sont consultables sur un site dédié publié par Météo-France en novembre 2022.
| Mois                                  | jan.           | fév.           | mars           | avril         | mai           | juin           | jui.          | août          | sep.          | oct.          | nov.            | déc.             | année      |
| ------------------------------------- | -------------- | -------------- | -------------- | ------------- | ------------- | -------------- | ------------- | ------------- | ------------- | ------------- | --------------- | ---------------- | ---------- |
| Température minimale moyenne (°C)     | 1,5            | 1,2            | 3,1            | 4,9           | 8,3           | 11,4           | 13,3          | 13,1          | 10,1          | 7,7           | 4,4             | 2                | 6,8        |
| Température moyenne (°C)              | 4,2            | 4,7            | 7,8            | 10,5          | 13,9          | 17,2           | 19,5          | 19,3          | 15,9          | 12            | 7,6             | 4,7              | 11,4       |
| Température maximale moyenne (°C)     | 6,9            | 8,2            | 12,4           | 16            | 19,4          | 23             | 25,7          | 25,6          | 21,5          | 16,4          | 10,8            | 7,4              | 16,1       |
| Record de froid (°C) date du record   | −16,2 08.01.10 | −15,7 07.02.12 | −10,5 01.03.05 | −4,6 06.04.21 | −1,1 06.05.19 | 1,5 05.06.1991 | 5 04.07.1990  | 4,3 21.08.14  | 0,9 30.09.12  | −4 30.10.1997 | −9,2 23.11.1993 | −10,6 29.12.1996 | −16,2 2010 |
| Record de chaleur (°C) date du record | 16,1 27.01.03  | 19,8 27.02.19  | 24,6 31.03.21  | 28,4 25.04.07 | 30,7 28.05.17 | 37,6 18.06.22  | 41,6 25.07.19 | 41,4 06.08.03 | 34,5 09.09.23 | 29,8 02.10.23 | 21,5 07.11.15   | 16,7 07.12.00    | 41,6 2019  |
| Précipitations (mm)                   | 52,3           | 47,5           | 50             | 43,9          | 68,5          | 53,8           | 52            | 57,4          | 47,5          | 54,9          | 60,6            | 65,8             | 654,2      |

### Occupation des solssimplifiée
Le territoire de la commune se compose en 2017 de 90,68 % d'espaces agricoles, forestiers et naturels, 3,05 % d'espaces ouverts artificialisés et 6,27 % d'espaces construits artificialisés.

## Urbanisme

### Typologie
Au 1er janvier 2024, Sermaise est catégorisée petite ville, selon la nouvelle grille communale de densité à sept niveaux définie par l'Insee en 2022.
Elle appartient à l'unité urbaine de Saint-Chéron, une agglomération intra-départementale regroupant deux  communes, dont elle est une commune de la banlieue,,. Par ailleurs la commune fait partie de l'aire d'attraction de Paris, dont elle est une commune de la couronne,. Cette aire regroupe 1 929 communes,.

## Toponymie
Le nom de la localité est attesté sous les formes Sarmesia en 1271, Sarmèse, Sergmès au XVIe siècle.
Toponyme relatif à la présence de Sarmates (Sarmatia [villa]) établis par le pouvoir romain en Gaule vers le Ve siècle. Homonymie avec les innombrables Salmaise, Saumaise, Sermaises, Sermaize et Sermoise de la Gaule.
La commune est instituée par la Révolution française en 1793 sous sa dénomination actuelle.

## Histoire
La commune a abrité une usine des établissements Gerber de régénération de solvants chlorés qui a brûlé en 1967. Le site s'est ensuite transformé en décharge avec incinération partielle de déchets divers, une partie des fûts contenant des produits toxiques a été enterrée, polluant fortement le site,.

## Politique et administration

### Rattachements administratifs et électoraux
Antérieurement à la loi du 10 juillet 1964, la commune faisait partie du département de Seine-et-Oise. La réorganisation de la région parisienne en 1964 fit que la commune appartient désormais au département de l'Essonne et à son arrondissement d'Étampes, après un transfert administratif effectif au 1er janvier 1968. Pour l'élection des députés, elle fait partie de la troisième circonscription de l'Essonne.
Elle faisait partie depuis 1801 du canton de Dourdan-Nord. Lors de la mise en place du département de l'Essonne, elle intègre en 1967 le canton de Saint-Chéron. Dans le cadre du redécoupage cantonal de 2014 en France, ce canton, dont la commune est toujours membre, est modifié, passant de 11 à 28 communes.

### Intercommunalité
Sermaise est membre de la communauté de communes Le Dourdannais en Hurepoix, un établissement public de coopération intercommunale (EPCI) à fiscalité propre créé en 2005 et auquel la commune a transféré un certain nombre de ses compétences, dans les conditions déterminées par le code général des collectivités territoriales.

### Tendances politiques et résultats
Élections présidentielles
Résultats des deuxièmes tours :
- Élection présidentielle de 2002 : 80,26 % pour Jacques Chirac (RPR), 19,74 % pour Jean-Marie Le Pen (FN), 84,49 % de participation[24].
- Élection présidentielle de 2007 : 58,08 % pour Nicolas Sarkozy (UMP), 41,92 % pour Ségolène Royal (PS), 86,26 % de participation[25].
- Élection présidentielle de 2012 : 53,03 % pour Nicolas Sarkozy (UMP), 46,97 % pour François Hollande (PS), 82,21 % de participation[26].
- Élection présidentielle de 2017 : 64,25 % pour Emmanuel Macron (EM), 35,75 % pour Marine Le Pen (RN), 79,70 % de participation[27].
- Élection présidentielle de 2022 : 57,63 % pour Emmanuel Macron (LREM), 42,37 % pour Marine Le Pen (RN), 75,93 % de participation[28].

Élections législatives
Résultats des deuxièmes tours :
- Élections législatives de 2002 : 57,31 % pour Geneviève Colot (UMP), 42,69 % pour Yves Tavernier (PS), 69,64 % de participation[29].
- Élections législatives de 2007 : 59,58 % pour Geneviève Colot (UMP), 40,42 % pour Brigitte Zins (PS), 59,89 % de participation[30].
- Élections législatives de 2012 : 50,53 % pour Geneviève Colot (UMP), 49,47 % pour Michel Pouzol (PS), 58,51 % de participation[31].
- Élections législatives de 2017 : 58,69 % pour Laëtitia Romeiro Dias (REM), 41,31 % pour Virginie Araujo (FI), 47,69 % de participation[32].
- Élections législatives de 2022 : 57,65 % pour Alexis Izard (ENS), 42,35 % pour Steevy Gustave (NUP), 51,44 % de participation[33].
- Élections législatives de 2024 : 51,90 % pour Stefan Milosevic (RN), 48,10 % pour Steevy Gustave (UG), 72,81 % de participation[34].

Élections européennes
Résultats des deux meilleurs scores :
- Élections européennes de 2004 : 23,33 % pour Harlem Désir (PS), 15,49 % pour Marielle de Sarnez (UDF), 47,92 % de participation[35].
- Élections européennes de 2009 : 27,01 % pour Michel Barnier (UMP), 20,04 % pour Daniel Cohn-Bendit (Europe Écologie), 44,99 % de participation[36].
- Élections européennes de 2014 : 27,20 % pour Aymeric Chauprade (RN), 20,91 % pour Alain Lamassoure (LUMP), 49,51 % de participation[37].
- Élections européennes de 2019 : 22,15 % pour Nathalie Loiseau (REN), 21,47 % pour Jordan Bardella (RN), 57,15 % de participation[38].
- Élections européennes de 2024 : 33,11 % pour Jordan Bardella (RN), 15,48 % pour Valérie Hayer (ENS), 58,82 % de participation[38].

Élections régionales
Résultats des deux meilleurs scores :
- Élections régionales de 2004 : 43,96 % pour Jean-Paul Huchon (PS), 42,03 % pour Jean-François Copé (UMP), 71,35 % de participation[39].
- Élections régionales de 2010 : 53,34 % pour Jean-Paul Huchon (PS), 46,66 % pour Valérie Pécresse (UMP), 48,61 % de participation[40].
- Élections régionales de 2015 : 39,75 % pour Valérie Pécresse (LUD), 35,88 % pour Claude Bartolone (LUG), 63,38 % de participation[41].
- Élections régionales de 2021 : 45,44 % pour Valérie Pécresse (LUD), 27,18 % pour Julien Bayou (LUGE), 40,27 % de participation[42].

Élections cantonales et départementales
Résultats des deuxièmes tours :
- Élections cantonales de 2001 : données manquantes.
- Élections cantonales de 2008 : 67,89 % pour Jean-Pierre Delaunay (UMP), 32,11 % pour Jean-François Degoud (DVG), 40,73 % de participation[43].
- Élections cantonales de 2015 : 58,79 % pour Dany Boyer/Dominique Echaroux (BC-UMP), 41,21 % pour Maryvonne Boquet/Bernard Vera (BC-UG), 50,23 % de participation[44].
- Élections cantonales de 2021 : 69,03 % pour Dany Boyer/Paolo De Carvalho (BC-DVC), 30,97 % pour Olivier Bouton/Claire Serre-Combe (BC-SOC), 40,35 % de participation[45].

Élections municipales
Résultats des deuxièmes tours :
- Élections municipales de 2001 : données manquantes.
- Élections municipales de 2008 : 473 voix pour Gérard Hautefeuille (?), 473 voix pour Jean-Claude Delplanque (?), 69,06 % de participation[46].
- Élections municipales de 2014 : 449 voix pour Pascal Javouret (LUDI), 356 voix pour Nathalie Poche (LDIV), 65,20 % de participation[47].
- Élections municipales de 2020 : 373 voix pour Magali Hautefeuille (?), 256 voix pour Valérie Lacoste (?), 48,71 % de participation[48].

Référendums
- Référendum de 1992 relatif au traité de Maastrichtl : 47,20 % pour le Oui, 52,80 % pour le Non, 81,32 % de participation[49].
- Référendum de 2000 relatif au quinquennat présidentiel : 66,67 % pour le Oui, 33,33 % pour le Non, 34,17 % de participation[50].
- Référendum de 2005 relatif au traité établissant une Constitution pour l'Europe : 50,29 % pour le Oui, 49,71 % pour le Non, 77,21 % de participation[51].

### Liste des maires
| Période                                  | Période                    | Identité                | Étiquette | Qualité                                                       |
| ---------------------------------------- | -------------------------- | ----------------------- | --------- | ------------------------------------------------------------- |
| Les données manquantes sont à compléter. |                            |                         |           |                                                               |
| 1803                                     | 1805                       | Pierre Filou            |           |                                                               |
| 1805                                     | 1821                       | Jean Antoine Ricard     |           |                                                               |
| 1821                                     | 1834                       | M. Marchant-Vernouillet |           |                                                               |
| 1834                                     | 1852                       | François Privé          |           |                                                               |
| 1852                                     | 1870                       | Pierre François Privé   |           |                                                               |
| 1870                                     | 1879                       | Augustin Boutroue       |           |                                                               |
| 1879                                     | 1896                       | Stanislas Privé         |           |                                                               |
| 1896                                     | 1917                       | Auguste Coquet          |           |                                                               |
| 1919                                     | 1923                       | Henri Favier            |           |                                                               |
| 1923                                     | 1944                       | Lucien Degas            |           |                                                               |
| 1944                                     | 1946                       | M. Bioro                |           |                                                               |
| 1946                                     | 1947                       | André Hautefeuille      |           |                                                               |
| 1947                                     | 1962                       | Paul Blot               |           |                                                               |
| 1962                                     | 1971                       | Reine Maître-Grasse     |           |                                                               |
| 1971                                     | 2001                       | Georges Debono          |           |                                                               |
| 2001                                     | 2014                       | Gérard Hautefeuille     | UMP       | Retraité                                                      |
| 2014                                     | mai 2020                   | Pascal Javouret         | UDI       |                                                               |
| mai 2020,                                | En cours (au 21 août 2020) | Magali Hautefeuille     |           | Vice-présidente de la CC Le Dourdannais en Hurepoix (2020 → ) |

### Jumelages
| Sermaise Postiglione |

Sermaise a développé des associations de jumelage avec :
- Postiglione (Italie) depuis 2006, en italien Postiglione, située à 1 366 kilomètres[56].

## Population et société

### Démographie

#### Évolution démographique
L'évolution du nombre d'habitants est connue à travers les recensements de la population effectués dans la commune depuis 1793. Pour les communes de moins de 10 000 habitants, une enquête de recensement portant sur toute la population est réalisée tous les cinq ans, les populations de référence des années intermédiaires étant quant à elles estimées par interpolation ou extrapolation. Pour la commune, le premier recensement exhaustif entrant dans le cadre du nouveau dispositif a été réalisé en 2008.

En 2022, la commune comptait 1 606 habitants, en évolution de −1,65 % par rapport à 2016 (Essonne : +2,89 %, France hors Mayotte : +2,11 %).
| 1793 | 1800 | 1806 | 1821 | 1831 | 1836 | 1841 | 1846 | 1851 |
| ---- | ---- | ---- | ---- | ---- | ---- | ---- | ---- | ---- |
| 695  | 726  | 630  | 666  | 670  | 642  | 599  | 572  | 578  |

| 1856 | 1861 | 1866 | 1872 | 1876 | 1881 | 1886 | 1891 | 1896 |
| ---- | ---- | ---- | ---- | ---- | ---- | ---- | ---- | ---- |
| 560  | 572  | 549  | 518  | 478  | 476  | 474  | 471  | 514  |

| 1901 | 1906 | 1911 | 1921 | 1926 | 1931 | 1936 | 1946 | 1954 |
| ---- | ---- | ---- | ---- | ---- | ---- | ---- | ---- | ---- |
| 504  | 476  | 458  | 463  | 459  | 473  | 413  | 485  | 506  |

| 1962 | 1968 | 1975 | 1982  | 1990  | 1999  | 2006  | 2008  | 2013  |
| ---- | ---- | ---- | ----- | ----- | ----- | ----- | ----- | ----- |
| 529  | 544  | 912  | 1 163 | 1 375 | 1 471 | 1 611 | 1 651 | 1 648 |

| 2018  | 2022  | - | - | - | - | - | - | - |
| ----- | ----- | - | - | - | - | - | - | - |
| 1 611 | 1 606 | - | - | - | - | - | - | - |

#### Pyramide des âges
En 2018, le taux de personnes d'un âge inférieur à 30 ans s'élève à 32,0 %, soit en dessous de la moyenne départementale (39,9 %). À l'inverse, le taux de personnes d'âge supérieur à 60 ans est de 25,0 % la même année, alors qu'il est de 20,1 % au niveau départemental.
En 2018, la commune comptait 799 hommes pour 812 femmes, soit un taux de 50,40 % de femmes, légèrement inférieur au taux départemental (51,02 %).
Les pyramides des âges de la commune et du département s'établissent comme suit.
| Hommes | Classe d’âge | Femmes |
| ------ | ------------ | ------ |
| 0,4    | 90 ou +      | 0,4    |
| 7,3    | 75-89 ans    | 6,7    |
| 16,5   | 60-74 ans    | 18,8   |
| 25,3   | 45-59 ans    | 25,1   |
| 17,8   | 30-44 ans    | 17,7   |
| 14,6   | 15-29 ans    | 13,4   |
| 18,1   | 0-14 ans     | 17,9   |

| Hommes | Classe d’âge | Femmes |
| ------ | ------------ | ------ |
| 0,5    | 90 ou +      | 1,4    |
| 5,4    | 75-89 ans    | 7,2    |
| 12,9   | 60-74 ans    | 13,9   |
| 20     | 45-59 ans    | 19,4   |
| 19,9   | 30-44 ans    | 20,1   |
| 20     | 15-29 ans    | 18,2   |
| 21,3   | 0-14 ans     | 19,8   |

### Enseignement
Les élèves de Sermaise sont rattachés à l'académie de Versailles.
La commune dispose sur son territoire de l'école maternelle Georges Debono de l'école élémentaire Georges Debono.

### Sports
La ville de Sermaise dispose de deux terrains de tennis et d'un terrain de football en herbe[Quand ?].

### Lieux de culte
La paroisse catholique de Sermaise est rattachée au secteur pastoral de Dourdan et au diocèse d'Évry-Corbeil-Essonnes. Elle dispose de l'église Notre-Dame-de-la-Nativité-de-la-Très-Sainte-Vierge et de la chapelle Saint-Georges.

### Médias
L'hebdomadaire Le Républicain relate les informations locales. La commune est en outre dans le bassin d'émission des chaînes de télévision France 3 Paris Île-de-France Centre, IDF1 et Téléssonne intégré à Télif.

## Économie

### Emplois, revenus et niveau de vie
En 2006, le revenu fiscal médian par ménage était de 24 919 €, ce qui plaçait la commune au 448e rang parmi les 30 687 communes de plus de cinquante ménages que compte le pays et au quarante-troisième rang départemental.
| Répartition des emplois par catégories socioprofessionnelles en 2006. |              |                                           |                                                   |                            |                          |                           |
|                                                                       | Agriculteurs | Artisans, commerçants, chefs d’entreprise | Cadres et professions intellectuelles supérieures | Professions intermédiaires | Employés                 | Ouvriers                  |
| Sermaise                                                              | -            | -                                         | -                                                 | -                          | -                        | -                         |
| Zone d'emploi de Dourdan                                              | 0,7 %        | 6,0 %                                     | 18,9 %                                            | 28,5 %                     | 26,3 %                   | 19,6 %                    |
| Moyenne nationale                                                     | 2,2 %        | 6,0 %                                     | 15,4 %                                            | 24,6 %                     | 28,7 %                   | 23,2 %                    |
| Répartition des emplois par secteurs d’activités en 2006.             |              |                                           |                                                   |                            |                          |                           |
|                                                                       | Agriculture  | Industrie                                 | Construction                                      | Commerce                   | Services aux entreprises | Services aux particuliers |
| Sermaise                                                              | -            | -                                         | -                                                 | -                          | -                        | -                         |
| Zone d'emploi de Dourdan                                              | 1,7 %        | 10,4 %                                    | 7,5 %                                             | 11,8 %                     | 21,6 %                   | 6,9 %                     |
| Moyenne nationale                                                     | 3,5 %        | 15,2 %                                    | 6,4 %                                             | 13,3 %                     | 13,3 %                   | 7,6 %                     |
| Sources : Insee,                                                      |              |                                           |                                                   |                            |                          |                           |

## Culture locale et patrimoine

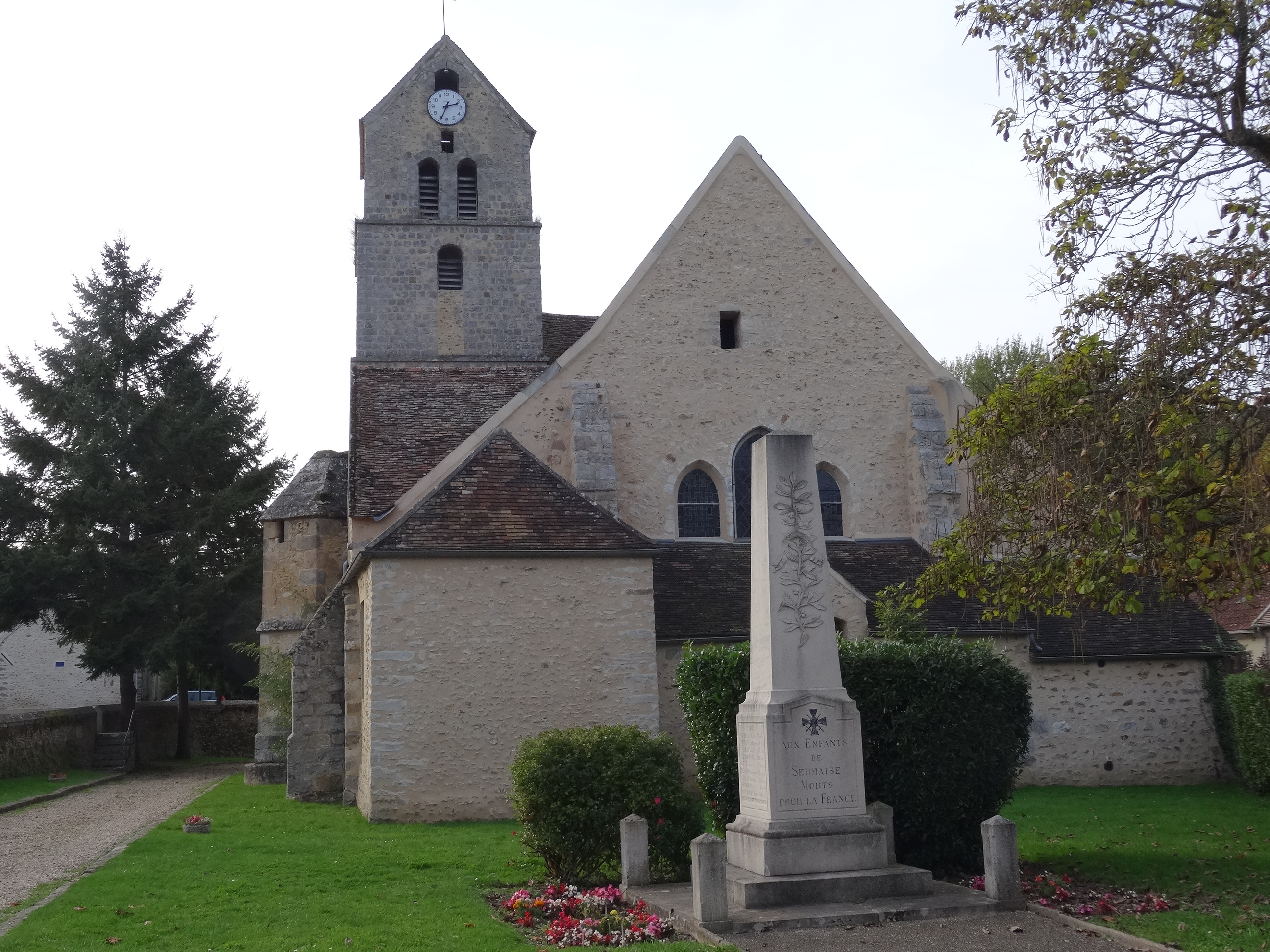
L'église et le monument aux morts.

### Lieux et monuments
- Les berges de l'Orge et les bois qui les entourent ont été recensés au titre des espaces naturels sensibles par le conseil départemental de l'Essonne[69].
- L'église Notre-Dame de la Nativité-de-la-Vierge.
- La chapelle Saint-Georges

### Personnalités liées à la commune
Différents personnages publics sont nés, décédés ou ont vécu à Sermaise :
- Robert Benoist (1895-1944), pilote automobile y vécut.
- Denise Bloch (1915-1945), agent secret s'y cacha durant la Seconde Guerre mondiale.